# Joseph Faber
Joseph Faber (ur. 1862, zm. 1933) – luksemburski polityk, w latach 1917–1918 dyrektor generalny ds. rolnictwa Luksemburga.

## Życiorys
Urodził się w 1862.
19 czerwca 1917 objął stanowisko dyrektora generalnego rolnictwa w rządzie premiera Léona Kauffmana. Zastąpił Michela Weltera, a urząd sprawował przez piętnaście miesięcy, do 28 września 1918, kiedy jego następcą został Auguste Collart.
Zmarł w 1933.